# Plecia nilgirensis
Plecia nilgirensis är en tvåvingeart som beskrevs av Hardy 1949. Plecia nilgirensis ingår i släktet Plecia och familjen hårmyggor. Inga underarter finns listade i Catalogue of Life.